# T1-Teraz
T1-Teraz Sp. z o.o. – polska wytwórnia płytowa, powstała w 2002 roku w Warszawie. W początkowym okresie działalności wydawała głównie płyty wykonawców z gatunku hip-hop. Jej założycielem był Arkadiusz Deliś, dzięki którego inicjatywie powstał m.in. film Blokersi.
Wytwórnia wydała m.in. serię płyt Kodex dwóch wrocławskich producentów White House, na których wystąpiło wielu polskich raperów. Ponadto nakładem T1-Teraz ukazały się płyty takich wykonawców jak: Yugopolis, Mes, Projektanci, Flexxip, Eis, Ski Skład, DJ Decks, Kobranocka, Red, Pezet/Noon, Afro Kolektyw, Eldo, Slums Attack, Elemer, Marek Piekarczyk, Grammatik oraz Świntuch.
Dystrybucję wydawnictw T1-Teraz prowadzi Universal Music Group, poprzednio E-Muzyka, Fonografika, Pomaton EMI. W 2007 roku firma T1-Teraz przyjęła status spółki z ograniczoną odpowiedzialnością.